# اوبرمشل
شهر اوبرمشل (به آلمانی: Obermoschel) در ایالت راینلند-فالتز در کشور آلمان واقع شده‌است.